# Кизилкішлак
Кизлкішла́к (каз. Қызылқышлақ) — село у складі Меркенського району Жамбильської області Казахстану. Водить до складу сільського округу Андас-батира.
У радянські часи село називалось Кизил-Кішлак.
Населення — 1023 особи (2021; 932 у 2009, 1034 у 1999, 1139 у 1989).